# 384e division d'infanterie
La  384e division d'infanterie (en allemand : 384. Infanterie-Division ou 384. ID) est une des divisions d'infanterie de l'armée allemande (Wehrmacht) durant la Seconde Guerre mondiale.

## Historique
La 384e division d'infanterie est formée le 10 janvier 1942 sur le Truppenübungsplatz (terrain de manœuvre) de Königsbrück dans le Wehrkreis IV en tant que “Rheingold”-Division en tant qu'élément de la 18. Welle (18e vague de mobilisation).
Cinq divisions ont été formées en janvier 1942 sous le nom de code “Rheingold” (Or du Rhin) en tant que renforts manquant cruellement pour le Front de l'Est en voie de disparition.
Après sa formation, la division est transférée sur le Front de l'Est en mai 1942.
D'abord intégrée dans l'Heeresgruppe Sud et sa 17. Armee dans le secteur de Kharkov, puis la 1. Panzerarmee en juin 1942, elle rejoint en août 1942 la 6. Armee au sein de l'Heeresgruppe B dans le secteur de Stalingrad, avec lequel elle prend part à l'opération Fall Blau. En septembre 1942 l'unité, au sein du XI. Armeekorps, occupe des positions relativement calmes à l'ouest du Don sur l'aile gauche de la 6. Armee. Fin novembre 1942, le corps risquant d'être encerclé à la suite de l'opération Uranus, la division doit effectuer un difficile repli à l'est du Don, afin de rejoindre de nouvelles positions défensives dans le secteur ouest de la poche de Stalingrad. À la suite de l'opération Koltso, l’unité disparaît le 31 janvier 1943, après la capitulation des forces allemandes du Maréchal Paulus.
Elle est reformée le 17 février 1943 en tant que Kampfgruppe (groupe de combat).
Rejoignant la nouvelle 6. Armee au sein de l'Heeresgruppe Südukraine dans le secteur de Kischinev en Roumanie, la division est détruite en août 1944 et est officiellement dissoute le 9 octobre 1944.
Les éléments survivants sont intégrés dans les 15. et 76. Infanterie-Division.

### Différents emblèmes

1er logo
autre logo

## Organisation

### Commandants
| Date                              | Grade           | Commandant                  |
| --------------------------------- | --------------- | --------------------------- |
| 10 janvier 1942 - 13 février 1942 | Generalleutnant | Kurt Hoffman                |
| 13 février 1942 - 16 janvier 1943 | Generalleutnant | Eccard Freiherr von Gablenz |
| 16 janvier 1943 - 31 janvier 1943 | Generalmajor    | Hans Dörr                   |
| Reformation                       |                 |                             |
| 17 février 1943 - 24 février 1943 | Generalmajor    | Hans Dörr                   |
| 24 février 1943 - 28 août 1944    | Generalleutnant | Hans de Salengre-Drabbe     |

## Théâtres d'opérations
- Allemagne : Janvier 1942 - Mai 1942
- Front de l'Est, secteur Sud : Mai 1942 - Octobre 1942
- Stalingrad : Octobre 1942 - Janvier 1943
- France : Février 1943 - Décembre 1943
- Front de l'Est, secteur Sud : Décembre 1943 - Août 1944
- Roumanie : Août 1944

## Ordre de bataille
- Infanterie-Regiment 534
- Infanterie-Regiment 535
- Infanterie-Regiment 536
- Artillerie-Regiment 384
  - I. Abteilung
  - II. Abteilung
  - III. Abteilung
  - IV. Abteilung
- Feldersatz-Bataillon 384
- Panzerjäger-Abteilung 384
- Aufklärungs-Abteilung 384
- Füsilier-Bataillon 384
- Pionier-Bataillon 384
- Infanterie-Divisions-Nachrichten-Abteilung 384
- Infanterie-Divisions-Nachschubführer 384